# کاشکالوو
کاشکالوو (انگلیسی: Kashkalevo) یک شهرک در شهرستان بورایفسکی باشقیرستان کشور روسیه است.